# Boeing YB-9
El Boeing YB-9 fue el primer avión bombardero monoplano totalmente metálico diseñado para el Cuerpo Aéreo del Ejército de los Estados Unidos. El YB-9 era una variante agrandada del Model 200 Commercial Transport de Boeing.

## Diseño y desarrollo

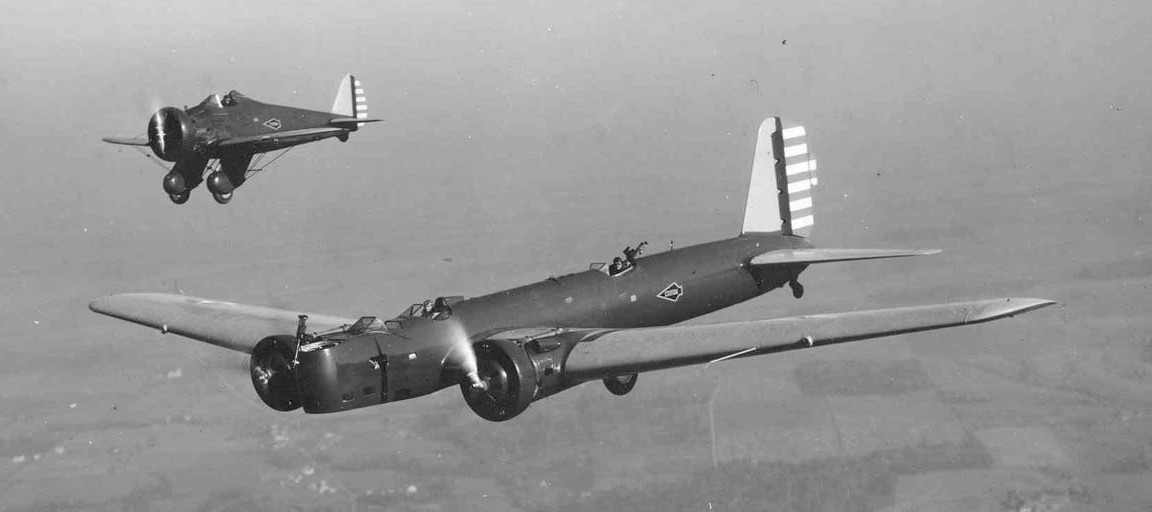
Boeing Y1B-9 volando, aproximadamente 1930.

En mayo de 1930, Boeing había volado su avión de correos monomotor Model 200 Monomail. El Monomail era de diseño radical para la época, siendo un monoplano cantilever semimonocasco de recubrimiento sujeto a esfuerzos, con tren de aterrizaje retráctil. Los escuadrones de bombardeo del Cuerpo Aéreo de la época estaban ampliamente equipados con lentos biplanos de madera y tela como el Keystone B-6, y Boeing decidió diseñar y construir un bombardero bimotor usando las mismas técnicas utilizadas en el Monomail, para reequipar al Cuerpo Aéreo.
Usando su propio dinero, Boeing decidió construir dos prototipos de su nuevo diseño de bombardero como aventura privada. Los dos aviones diferían sólo en los motores usados, con el Model 214 siendo equipado con dos motores Curtiss V-1570-29 Conqueror refrigerados por líquido, mientras que el Model 215 tenía dos motores radiales Pratt & Whitney R-1860 Hornet B. Ambos aviones eran monoplanos cantilever de ala baja con un delgado fuselaje de sección oval, acomodando a cinco tripulantes. El piloto y el copiloto se sentaban en cabinas abiertas separadas, con el copiloto, que también era el bombardero, sentado delante del piloto. Dos artilleros, cada uno armado con una sola ametralladora, se sentaban en posiciones de morro y dorsal, mientras que el radio operador lo hacía en el interior del fuselaje. Como el Monomail, se usaba un tren de aterrizaje retráctil de rueda de cola.
El primero de los dos prototipos en volar fue el equipado con radiales Model 215 que, llevando marcas civiles y la matrícula X-10633, realizó su primer vuelo el 13 de abril de 1931. Fue alquilado al Cuerpo Aéreo para realizar pruebas bajo la designación XB-901, desarrollando una velocidad de 262 km/h. Las pruebas fueron un éxito, y tanto el XB-901 como el todavía incompleto Model 214 fueron comprados como YB-9 e Y1B-9 respectivamente el 13 de agosto de 1931, seguidos poco después por una orden de producción de cinco unidades más para pruebas de servicio.
El Y1B-9 (Y1 indica que los fondos de obtención estaban fuera del año fiscal normal), equipado con dos motores de doce cilindros Curtiss V-1570-29 'Conqueror' refrigerados por líquido, voló por primera vez el 5 de noviembre de 1931. La potencia incrementada de estos motores, combinada con la incrementada aerodinámica de las góndolas motoras, aumentó su velocidad máxima a 278 km/h. El YB-9, mientras tanto, había sido remotorizado con los más potentes Hornet B, demostrando prestaciones ligeramente mejores que el Y1B-9, que fue asimismo remotorizado con los Hornet B. Con la excepción del B-2 Condor, los motores refrigerados por líquido nunca fueron usados en bombarderos de producción por los militares estadounidenses. El motor radial refrigerado por aire era más ligero y más fiable que el motor refrigerado por líquido, y era menos vulnerable al daño enemigo.
Los cinco aviones de pruebas de servicio Y1B-9A (Boeing Model 246) tenían motores Pratt & Whitney R-1860-11 Hornet B que propulsaban los remotorizados YB-9 e Y1B-9, y un estabilizador vertical rediseñado, modelado en el transporte 247D. Aunque las cabinas cerradas fueron consideradas y diseñadas, el B-9 nunca fue equipado con ellas. A pesar de igualar la velocidad de todos los cazas estadounidenses existentes, no fueron construidos más aviones, ya que la Glenn L. Martin Company había volado un prototipo de un bombardero más avanzado, el XB-907, que fue puesto en producción como Martin B-10.

## Historia operacional
El primero de los cinco Y1B-9 entró en servicio con los 20th y 49th Bombardment Squadron, 2nd Bomb Group el 14 de septiembre de 1932, estando todos en servicio a finales de marzo de 1933. El nuevo bombardero se probó imposible de interceptar durante unas maniobras aéreas en mayo de 1932, endureciendo las solicitudes para mejorar los sistemas de alerta de defensa aérea. Dos B-9 se destruyeron en accidentes en 1933, siendo fatal uno de ellos, mientras que los restantes aviones fueron gradualmente reduciendo su uso en los siguientes dos años, siendo retirado el último el 26 de abril de 1935.

## Variantes
YB-9, XB-901 (Model 215)
Pratt & Whitney R-1860-13 Hornet B (575 hp). Remotorizado con los sobrealimentados Pratt & Whitney R-1860-11 Hornet B (600 hp) y equipado con hélices tripala. El compensador ocupaba toda la longitud del timón. Uno construido.
Y1B-9 (Model 214)
Curtiss GIV-1570 Conqueror (Curtiss V-1570-29 Conqueror) (600 hp). Remotorizado con los sobrealimentados Pratt & Whitney R-1860-11 Hornet B (600 hp) y equipado con hélices tripala. Compensador corto en el timón. Uno construido.
Y1B-9A (Model 246)
Pratt & Whitney R-1860-11 Hornet B (Y1G1SR-1860B) (600 hp). Recubrimiento metálico en vez del de tela en las superficies de control. También hubo muchos cambios en la estructura interna y equipamiento. Cinco construidos.

## Operadores
Estados Unidos
- Cuerpo Aéreo del Ejército de los Estados Unidos

## Especificaciones (Y1B-9A)
Referencia datos: United States Military Aircraft since 1909

### Características generales
- Tripulación: Cuatro (piloto, copiloto-bombardero, dos artilleros).
- Longitud: 15,9 m (52 ft)
- Envergadura: 23,4 m (76,8 ft)
- Altura: 3,7 m (12 ft)
- Superficie alar: 88,7 m² (954,8 ft²)
- Peso vacío: 4064 kg (8957,1 lb)
- Peso máximo al despegue: 6500 kg (14 326 lb)
- Planta motriz: 2× motor radial de nueve cilindros refrigerado por aire Pratt & Whitney R-1860-11 Hornet B.
  - Potencia: 448 kW (618 HP; 609 CV) cada uno.

### Rendimiento
- Velocidad máxima operativa (Vno): 302 km/h (188 MPH; 163 kt) a 1830 m
- Velocidad crucero (Vc): 265 km/h (165 MPH; 143 kt)
- Alcance: 869 km (469 nmi; 540 mi)
- Techo de vuelo: 6325 m (20 751 ft)
- Régimen de ascenso: 4,6 m/s (906 ft/min)

### Armamento
- Ametralladoras: 

  - 2 Browning M1919 de 7,62 mm
- Bombas: 

  - 1030 kg

## Aeronaves relacionadas

### Desarrollos relacionados
- Boeing 200 Monomail

### Aeronaves similares
- Martin B-10
- Tupolev TB-3

### Secuencias de designación
- Secuencia Numérica (interna de Boeing): ← 203 - 204 - 205 - 214 - 215 - 218 - 221 - 222 -- 234 - 235 - 236 - 246 - 247 - 248 - 251 →
- Secuencia B-_ (Bombarderos del USAAC/USAAF/USAF, 1926-1962): ← B-6 - B-7 - B-8 - B-9 - B-10 - B-11 - B-12 →